# Loopre
Loopre es una localidad del municipio de municipio de Põltsamaa, en el condado de Jõgeva, Estonia. Tiene una población estimadda, en 2021, de 23 habitantes.
Está ubicada al oeste del condado, al norte del lago Võrtsjärv y de los condados de Viljandi y Tartu, al sur del condado de Järva y cerca de la carretera Tallin-Tartu (en estonio: Tallin-Tartu maantee).